# Enver Hadžiabdić
Enver Hadžiabdić (en serbe en écriture cyrillique : Енвер Хаџиабдић), né le 6 novembre 1945 à Belgrade, Yougoslavie, est un footballeur bosnien ensuite reconverti en entraîneur.

## Carrière de joueur
Il commença sa carrière au Bratstvo Travnik. En 1965, il partit au FK Željezničar Sarajevo. Durant les neuf années qui suivirent, il joua plus de 450 matches pour le club. Il remporta le championnat yougoslave en 1972. En 1974, il partit en Belgique à Charleroi où il est resté trois saisons. Il termina sa carrière professionnelle en 1979 à l'âge de 32 ans.
C'était l'un des meilleurs défenseurs européens du début des années 1970. Il fut sélectionné 11 fois en équipe de Yougoslavie. Il fit partie de la sélection yougoslave lors de la Coupe du monde 1974 en Allemagne et a participé à l'Euro 1976.

## Carrière d'entraîneur
Après sa retraite sportive, il est retourné à Sarajevo où il a obtenu son diplôme en faculté d'éducation physique à l'Université de Sarajevo. En 1993, il est devenu l'entraîneur de l'équipe d'Iran olympique, et deux ans plus tard, il devient l'entraîneur de l'équipe junior du club qatari de l'Al-Rayyan Sports Club. En 1997, il est devenu entraîneur de son club favoris, le FK Željezničar. Il dirigea le club en 1re division bosniaque lors de sa première saison. Lors de l'hiver 1999, il s'arrêta à cause des mauvais résultats de son équipe bien qu'ayant remporter la Super-Coupe de Bosnie-Herzégovine en 1998 contre le grand rival du FK Sarajevo. Mais il fit son retour la saison suivante et remporta la Coupe de Bosnie-Herzégovine
Après plusieurs années de travail en tant que directeur, il est devenu de nouveau le coach du FK Željezničar le 10 janvier 2007.